# Florencio Varela
Florencio Varela è una città argentina della provincia di Buenos Aires. È capoluogo dell'omonimo partido e fa parte della area metropolitana della Grande Buenos Aires.

## Geografia
Florencio Varela è situata a 27 km a sud-est di Buenos Aires.

## Storia
La città venne fondata il 30 gennaio 1891 con il nome di uno scrittore e giornalista argentino.

## Infrastrutture e trasporti

### Strade
Le principali vie d'accesso alla città sono la strada provinciale 14 e la strada provinciale 4.

### Ferrovie
Florencio Varela è servita da una propria stazione ferroviaria posta lunga la linea suburbana Roca che unisce Buenos Aires con l'area sud-orientale della conurbazione bonaerense.

## Sport
La principale società sportiva della città è il Defensa y Justicia la cui squadra di calcio disputa le sue partite interne presso lo stadio Norberto Tomaghello.